# Elmis minuta
Elmis minuta is een keversoort uit de familie beekkevers (Elmidae). De wetenschappelijke naam van de soort werd in 1975 gepubliceerd door Knie.